# Unione dei comuni della Valle del San Lorenzo
L'Unione dei comuni della Valle del San Lorenzo è stata un'unione di comuni della Liguria, in provincia di Imperia, formata dai comuni di Cipressa, Civezza, Costarainera, Pietrabruna e San Lorenzo al Mare.

## Storia
L'unione è nata con atto costitutivo del 24 aprile 2015, firmato nella sala Beckett di San Lorenzo al Mare dai rappresentanti locali dei comuni interessati.
Alla data della sua istituzione è stata la settima unione di comuni in provincia di Imperia.
L'ente locale aveva sede a San Lorenzo al Mare e il primo presidente, eletto il 5 ottobre 2015, è stato Paolo Tornatore.

## Descrizione
L'unione dei comuni comprendeva quella parte del territorio imperiese attraversato dal torrente San Lorenzo.
Per statuto l'Unione si occupava di questi servizi:
- organizzazione dei servizi pubblici di interesse generale di ambito comunale ivi compresi i servizi di trasporto pubblico comunale;
- organizzazione e la gestione dei servizi di raccolta, avvio e smaltimento e recupero dei rifiuti urbani e la riscossione dei relativi tributi;
- edilizia scolastica (per la parte non attribuita alla competenza della provincia) organizzazione e gestione dei servizi scolastici.

## Amministrazione
| Periodo        | Periodo   | Primo cittadino | Partito                        | Carica                               | Note |
| -------------- | --------- | --------------- | ------------------------------ | ------------------------------------ | ---- |
| 5 ottobre 2015 | in carica | Paolo Tornatore | sindaco di San Lorenzo al Mare | presidente del Consiglio dell'Unione |      |